# 森見明日
森見 明日（もりみ あした）は日本の漫画家。
巫女を題材として取り上げる事が多く、一時期は一部で「巫女漫画家」と呼ばれていたが、自称したことはない。

## 作品一覧
- e' イーダッシュ - 『月刊サンデーGENE-X』連載、小学館出版
- この醜くも美しい世界 - 『ヤングアニマル』連載、白泉社出版
- 祭事の乙女達 - 少年画報社出版
- 祭事の乙女達ぷらす - 大都社出版
- タイムコードプラス 森見明日初期短編集 - 大都社出版
- 88の夏休み 雫と風音 - 角川書店出版
- 88の夏休み 深緑と栞 - 角川書店出版
- べじたぶる - 『ヤングキングアワーズ』（少年画報社）
- 結びの杜 - 少年画報社出版
- ラブ♥ぽっ! - 『ヤングキング』連載、少年画報社出版
- 少年甲斐（わずかにとしがい） - 少年画報社出版
- よみがえりんね♪ - 『ヤングキング』連載、2007年13号 - 2008年10号、少年画報社出版
- ウェンディ・ペイン - 『月刊コミックラッシュ』（ジャイブ）
- え～ぶいカントク - 『モバMAN』連載、小学館出版
- 人妻専門!絶倫ジジィの敏感グリグリあん摩術〜ナカのツボまで刺激しないでぇ!〜 Webにて連載中
- 育成上手な冒険者、幼女を拾い、セカンドライフを育児に捧げる - 『コミックノヴァ』連載、2024年5月3日 - 連載中、原作：リズ、一二三書房出版